# Hibiscus brackenridgei
Hibiscus brackenridgei es una especie de planta perteneciente a la familia de las malváceas. Es originaria de Hawái.

## Descripción
Es un arbusto que alcanza hasta los 10 m de altura, con brillantes flores amarillas, está muy relacionada con Hibiscus divaricatus. Se reconocen dos subespecies : 
- Hibiscus brackenridgei brackenridgei, un arbusto erecto extensocomo un árbol que se encuentra en los bosques secos y matorrales bajos a altitudes de 120-790 metros en Molokai, Lanai, Maui y Hawaiyo;[2] y
- Hibiscus brackenridgei mokuleianus, un árbol seco en los hábitats de Kauai en Oahu. Esta especie está clasificada como una especie en peligro de extinción por el USFWS. La flor amarilla de esta especie se consideró la flor oficial del estado de Hawái el 6 de junio de 1988,[3]  y aunque en peligro de extinción en sus hábitats naturales, se ha convertido en una popular planta ornamental en los jardines de Hawái.

## Taxonomía
Hibiscus brackenridgei fue descrita por Asa Gray y publicado en United States Exploring Expedition 1: 175.  1854.
Etimología
Ver: Hibiscus
brackenridgei: epíteto otorgado en honor del botánico William Dunlop Brackenridge.
Variedades aceptadas
- Hibiscus brackenridgei subsp. mokuleianus (M.J.Roe) D.M.Bates
- Hibiscus brackenridgei subsp. molokaianus (Rock ex Caum) F.D.Wilson